# Кузьминов, Борис Дмитриевич
Бори́с Дми́триевич Кузьминов (12 октября 1929 — 13 ноября 2013) — советский и российский физик, педагог. Доктор физико-математических наук, профессор. Заместитель директора отделения по научной работе Физико-энергетического института. Главный редактор научно-технического сборника «Вопросы атомной науки и техники» (ВАНТ).

## Биография
Борис Кузьминов родился 12 октября 1929 года.
Доктор физико-математических наук, профессор.
Заместитель директора отделения по научной работе Физико-энергетического института.
Главный редактор научно-технического сборника «Вопросы атомной науки и техники» (ВАНТ).

### Статьи
- Кузьминов Б. Д., Сергачёв А. И., Митрофанов В. Ф. и др. Proceeding of the DC-th International Symposium on the Interaction of Fast Neutrons with Nuclei, Gaussig, p. 145, 1982.
- Малиновский В. В., Воробьёва В. Г., Кузьминов Б. Д., Пиксайкин В. М., Семёнова Н. Н., Валявкин В. С., Соловьёв С. М. «Среднее Число Мгновенных Нейтронов при Делении Ядер 232Th Нейтронами»// Атомная энергия, т. 54, № 3, с. 209—211 (1983).
- Малиновский В. В., Воробьёва В. Г., Кузьминов Б. Д., «Обзор Результатов Измерений Среднего Числа Мгновенных Нейтронов Деления»// Вопросы Атомной Науки и Техники, серия Ядерные константы, вып. 5 (54), с. 19-56 (1983).
- Говердовский А. А., Кузьминов Б. Д., Митрофанов В. Ф., Сергачёв А. И. Энергетический баланс подбарьерного деления ядер, in Proceeding of the International Conference «Fiftieth Anniversary of Nuclear Fission», (Leningrad, USSR, 1989), p. 360.
- Хрячков B. A., Кузьминов Б. Д., Семёнова Н. Н. и др. Методика измерений энергий и углов вылета осколков деления на базе двойной ионизационной камеры с сетками // Материалы конференции «Деление ядер — 50 лет». — Л., 1989. — С. 454.
- Goverdovskiy А.А., Khiyachkov V.A., Kuzminov B.D. et al. Uranium cold fragmentation by thermal and fast neutrons. Nuclear Data for Science and Technology, Proc. Int. Conf., Julich, Germany, 13-17 May 1991, p. 139—141.
- Хрячков B. A., Говердовский A. A., Кузьминов Б. Д. Холодная фрагментация урана тепловыми и быстрыми нейтронами // Ядерная физика. — 1991. — Т. 53, вып. 3. — С. 621.
- Говердовский A. A., Хрячков B. A., Кузьминов Б. Д. и др. Свойства осколков и долинная структура барьера деления U // Ядерная физика. — 1993. — Т. 56, вып. 12. — С. 40.